# Sudden Strike (серия игр)
Не следует путать c серией игр Противостояние.
Sudden Strike (в России и странах СНГ часть игр известна, как Противостоя́ние) — серия компьютерных игр в жанре «стратегия реального времени» (RTS). Вся серия посвящена исключительно Второй мировой войне. Первые три части серии были разработаны фирмой «Fireglow Games», основным издателем была «cdv Software Entertainment». Четвёртая часть разработана фирмой «Kite Games».
В России и странах СНГ различные части издавались фирмами «Руссобит-М», «1С» и «Бука» под названием «Противостояние», что вносило некоторую путаницу.

## Список игр серии
| Оригинальное название             | Русское название                     | Дата выхода в мире   | Дата выхода в России |
| --------------------------------- | ------------------------------------ | -------------------- | -------------------- |
| Sudden Strike                     | Противостояние 3                     | 26 октября 2000 года | Октябрь 2000 года    |
| Sudden Strike Forever             | Противостояние 3: Война продолжается | 28 июня 2001 года    | Июнь 2001 года       |
| Sudden Strike 2                   | Противостояние 4                     | 8 августа 2002 года  | Октябрь 2002 года    |
| Sudden Strike: Resource War       | Sudden Strike: Битва за ресурсы      | 19 октября 2004 года | Октябрь 2004 года    |
| Sudden Strike 3: Arms For Victory | Sudden Strike 3: Arms For Victory    | 5 декабря 2007 года  | 14 декабря 2007 года |
| Sudden Strike: The Last Stand     | Sudden Strike: The Last Stand        | Март 2009 года       | 20 марта 2009 года   |
| Sudden Strike 4                   | Sudden Strike 4                      | 11 августа 2017 года | 11 августа 2017 года |
| Sudden Strike 5                   |                                      | 2026 года            |                      |

## Геймплей
Основное отличие данной стратегии — редкое сочетание исторически корректных правил варгейма и внешних эффектов современных RTS.
Это свойство было достигнуто благодаря многим слагаемым, главное из которых — игровая система Sudden Strike, позволяющая использовать для достижения победы своих войск разнообразную и нелинейную тактику, обеспечивающая богатые возможности взаимодействия войск и окружающего ландшафта.
Популярность у поклонников жанра RTS игре обеспечили следующие особенности:
- отсутствие традиционного строительства и торговли, которые оригинально компенсированы технологиями «подкрепление/снабжение»;
- система повреждений дает широкие возможности задания параметров вплоть до чувствительности к каждому типу снаряда (в рамках 16 различных типов);
- высокая степень интерактивности объектов ландшафта;
- система озвучивания практически любых событий в игре.
- возможность создания пользовательских модификаций; простая, открытая структура описания всех игровых сущностей
- наличие редактора карт, что позволило пользователям создавать свои карты и кампании
- невысокие требования к производительности компьютера

## Технические особенности
В первых четырёх играх серии (Sudden Strike, Sudden Strike Forever, Sudden Strike 2, Sudden Strike: Resource War) изометрическая графика, поддерживается три разрешения экрана — максимальное составляет 1024x768. Стандартная игровая локация представляет собой ромбовидную карту (проекцию), состоящую из 256х256 игровых ячеек (тайлов), что соответствует примерно четырем квадратным километрам в реальной действительности. На игровой локации одновременно может находиться и взаимодействовать около 2000 боевых единиц, не считая объектов.
Начиная с Sudden Strike 3: Arms For Victory стала использоваться трёхмерная графика, на игровой локации одновременно может находиться и взаимодействовать до 4000 боевых единиц, не считая объектов.